# Appleshaw
Appleshaw is een civil parish in het bestuurlijke gebied Test Valley, in het Engelse graafschap Hampshire met 503 inwoners.